# Antropología dental
La antropología dental es la especialidad de la antropología biológica que se dedica al estudio del comportamiento social humano asociado a las huellas y señales que este deja en los dientes. La antropología dental apareció como concepto formal por primera vez en 1955 en un artículo publicado por George Buschan y ha rotado a través de tratados de morfología animal, odontología y antropología física en idiomas como el francés, inglés, alemán, ruso y español durante los últimos dos siglos. La antropología dental podemos definirla como una especialidad de la antropología física que se ocupa de conocer los aspectos sociales de los diferentes grupos humanos mediante el análisis de la variación morfológica presente en la dentición humana. Para los antropólogos que estudian el pasado, constituye una alternativa de investigación que facilita la exploración y conocimiento de algunos elementos biológicos vinculados a los procesos microevolutivos e históricos de las sociedades antiguas.
Algunos antropólogos consideran que la antropología dental no es una especialidad, sino el interés
de un conjunto de antropólogos físicos por conocer las variaciones que presenta la dentición humana;
esto es, una especie de heterografía dental. Sin embargo, la gran mayoría de los antropólogos la definen como toda una especialidad que permite resolver problemas de tipo histórico y cultural. Podemos decir que la antropología dental es concebida como la ciencia que estudia los dientes para conocer aspectos sociales e históricos en los individuos y sus grupos. Es la disciplina que se encarga de registrar, analizar, explicar y comprender todo aquello que la morfología de los dientes puede indicar de los grupos humanos en cuanto a su condición biológica asociada a sistemas culturales.

## Motivación del estudio de los dientes humanos
En principio, los dientes humanos presentan tres aspectos elementales para los estudios del
pasado: preservabilidad, observabilidad y variabilidad. Los estudios sobre origen y poblamiento que emplean morfología hereditaria encuentran un soporte fundamental para recolección de datos debido a los siguientes aspectos:
1. Alta heredabilidad y fuerte control genético en la presencia y expresión.
2. Poca influencia ambiental en la presencia y expresión.
3. Mínimo efecto del dimorfismo sexual en presencia y expresión.
4. Mínimo efecto de asimetría en su expresión antimérica.
5. Poca o ninguna correlación entre rasgos discriminadores.
6. Correspondencia entre prevalencia y distribución en áreas geográficas.
7. Fácil observación y registro.

## Tópicos de la antropología dental
Vemos que una buena parte de los antropólogos dedicados al estudio y conocimiento de la dentición humana coinciden en definir la antropología dental como una ciencia de los dientes que ayuda a conocer la historia evolutiva de los seres humanos. Esta ciencia emplea los dientes como fuente de información de varios tópicos relacionados con el comportamiento social de los grupos humanos prehispánicos:

### Morfología  hereditaria
Al igual que los análisis moleculares, el análisis de la morfología dental se emplea para determinar relaciones biológicas y estimar semejanza genética entre grupos y personas, ayudando a solucionar la problemática sobre las relaciones genéticas asociadas a procesos históricos y étnicos del pasado y sus repercusiones en la actualidad. Esto se debe a que las diferencias fenotípicas dentales que encontramos entre dos o más grupos humanos a través del espacio y el tiempo pueden ser asumidas como el reflejo temporal de cambios en las frecuencias genéticas. Por esta razón, la comparación geográfica y temporal puede darnos información relevante con el origen y procesos de poblamiento humano en áreas específicas.

### Odontometría
El uso de datos correspondientes a dimensiones dentales es muy utilizado en estudios evolutivos y comparativos que buscan establecer relaciones filogenéticas entre especies de homínidos desaparecidos y los humanos modernos. Sin embargo, en los estudios sobre poblaciones prehispánicas, las dimensiones dentales son usadas para determinar el sexo de los individuos y complementar la información paleodemográfica de las poblaciones. Los datos métricos de la dentición también pueden ser una buena fuente de información para determinar distancias y relaciones taxonómicas entre poblaciones cercanas geográfica y temporalmente, debido a que las distancias de forma exhiben un alto nivel de consistencia taxonómica. No obstante, se aconseja emplear poblaciones de historia conocida (posconquista).

### Patología
Las patologías dentales son una fuente importante de información para establecer las condiciones de salud y enfermedad oral e interrupciones en el crecimiento normal en etapas tempranas. Este tópico de investigación ayuda a obtener información sobre los procesos de marginación biológica de los grupos antiguos asociados a la organización social. Este tipo de información es empleada en diferentes bandos. Por ejemplo, la caries es una enfermedad que se asume como indicador directo de la evolución cultural en la producción de alimentos, asociados éstos a la condición económica de las poblaciones analizadas. Su prevalencia se asocia a tipos de alimentos, métodos en la preparación de la comida, hábitos alimenticios, y duración de la masticación.

### Desgaste
El análisis del desgaste y microdesgaste de las superficies dentales ayuda a obtener información indirecta sobre la dieta de los grupos humanos en el pasado. Información de este tipo es utilizada para resolver problemas asociados al desarrollo tecnológico y cultural de las sociedades antiguas. La prevalencia y desarrollo de la pérdida de esmalte y dentina asociados a la edad del individuo se asumen como indicadores de desarrollo tecnológico. Por ejemplo, se encuentran facetas de desgaste más avanzado a menor edad en individuos más antiguos como los cazadores recolectores que empleaban tecnologías incipientes en la preparación de la comida. Estos aspectos están profundamente relacionados con la información patológica.

### Desarrollo y crecimiento
Este tópico ha sido ampliamente investigado por odontólogos para establecer diferencias sexuales y generacionales en el normal crecimiento y desarrollo de los dientes. Sin embargo, la observación del desarrollo y crecimiento dental en antropología se inclina a establecer técnicas de observación y determinación de la edad biológica de muerte del individuo para complementar información de interés paleodemográfico.

### Tratamientos culturales
La mutilación de los dientes, su modificación intencional o tratamiento con fines culturales es uno de los tópicos menos explorados en antropología dental. La información rescatada desde este punto de vista es relevante para establecer relaciones entre modificaciones corporales y representaciones culturales como belleza, importancia entre el grupo, moda, élites, estatus, afiliación étnica o poder. También, es posible encontrar facetas de desgaste dental que corresponden a estrés cultural originado en el uso de los dientes como una tercera mano en la manufactura de algunos utensilios.

### Análisis defitolitos
El análisis de fitolitos, en conjunto con las paleopatologías y la morfología hereditaria, constituye una de las fuentes de información más directas y precisas. La identificación de pequeñas estructuras de sílice en el cálculo dental permite determinar las familias de plantas que eran empleadas por los grupos humanos prehispánicos para su uso alimenticio, ritual o simplemente para aseo personal.